# Iván Buigues
Iván Buigues Rico (Muchamiel, Alicante, 10 de agosto de 1996) es un futbolista español que juega como portero en las filas del Águilas Fútbol Club del Grupo XIII de la Tercera División de España. Destaca por sus reflejos de gato.

## Trayectoria
Nacido en Muchamiel, Provincia de Alicante, Buigues se inició en el fútbol desde los 7 a los 12 años en el Hércules CF, y acabó su formación con los Blanquiazules después de un período breve con los vecinos del Valencia Cf. El 27 de enero de 2014 firme un nuevo contrato con el club hasta que 2016.
El 7 de junio, mientras todavía era juvenil, Buigues jugó su primer partido como profesional, como sustituto de Oinatz Aulestia en una derrota 1–2  contra FC Barcelona B en Segunda División.
Tras varias temporadas en el Hércules C.F. en las que disputó 2 fases de ascenso a 2ª División fichó por el UD Logroñés, del grupo II de la Segunda División B para volver a disputar la fase de ascenso a 2ª División.
Durante la temporada 2019-20 recaló en el Club de Fútbol Intercity en el que jugó durante la primera vuelta de la temporada. 
En enero de 2020, firma por el Club de Fútbol Talavera de la Reina, en el grupo IV de la Segunda División B.
El 22 de julio de 2020, se convierte en nuevo portero del Águilas Fútbol Club del Grupo XIII de la Tercera División de España, firmando un contrato por tres temporadas.

## Clubes
| Club                                | País   | Año             |
| ----------------------------------- | ------ | --------------- |
| Hércules CF                         | España | 2014-2018       |
| Club de Fútbol Intercity            | España | 2019            |
| Club de Fútbol Talavera de la Reina | España | 2020            |
| Águilas Fútbol Club                 | España | 2020-Actualidad |